# Johan Daniel Gustafsson
Johan Daniel Gustafsson, född 15 mars 1764 i Dalhems församling, Kalmar län, död 28 maj 1853 i Östra Ryds församling, Östergötlands län, var en svensk präst.

## Biografi
Johan Daniel Gustafsson föddes 1764 i Dalhems församling. Han var son till rusthållaren Gustaf Norberg och Anna Margareta Enelius. Gustafsson blev i oktober 1783 student vid Uppsala universitet och prästvigdes 18 november 1789. Han avlade pastoralexamen 9 december 1797 och blev 26 mars 1801 brukspredikant vid Finspång, tillträde 1802. Han blev 21 juni 1802 kyrkoherde i Östra Ryds församling, tillträde 1804 och blev 9 juni 1819 prost. Från 4 augusti 1826 till 26 oktober 1836 var han kontraktsprost i Skärkinds kontrakt. Gustafsson avled 1853 i Östra Ryds församling.

### Familj
Gustafsson gifte sig första gången 20 maj 1802 med Margareta Melander (1772–1810). Hon var dotter till en lektor i Linköping. De fick tillsammans barnen komministern Carl Adolf Gustafsson i Styra församling, extra ordinarie prästmannen Claës Johan Gustafsson, Anna Margareta Gustafsson (1806–1884), Ulrica Gustafsson (1808–1812) och Carolina Gustafsson (1810–1810).
Gustafsson gifte sig andra gången 5 februari 1811 med Margareta Regina Tempelman (1779–1832). Hon var dotter till kyrkoherden i Gårdeby församling. De fick tillsammans barnen Axel Georg Gustafsson (född 1812), Catharina Maria Gustafsson (1813–1894) som var gift med läderfabrikören Anders Gustaf Schenström i Skänninge och studenten Per Waldemar Gustafsson (född 1815).